# Rua Conselheiro Mafra
A Rua Conselheiro Mafra é uma rua de Florianópolis, Santa Catarina, sendo parte da parte histórica do Centro e uma das principais ruas de comércio da capital catarinense. Liga a Praça XV de Novembro à região do Parque da Luz, tendo diversos pontos históricos e importantes em sua extensão.

## Nomes
A rua já teve vários nomes: Rua Augusta, do Príncipe, Rua do Comércio e Rua Altino Corrêa. O nome atual é uma homenagem a Manuel da Silva Mafra, o Conselheiro Mafra, advogado e político.

## Atualidade
A rua atualmente é parte da principal região de comércio de rua, e é considerada, senão a mais importante das ruas do centro da capital catarinense, uma das mais emblemáticas, tendo nela pontos de interesse histórico e turístico como o Mercado Público, o prédio e o Largo da Alfândega e dezenas de prédios históricos - alguns ainda exibem gradis de ferro forjado e sacadas trabalhadas, além de adornos de louça e revestimentos em azulejo. A Conselheiro Mafra possui o maior conjunto arquitetônico tombado do Centro de Florianópolis.
Há todo tipo de comércio na rua, desde lojas pequenas de variedades até grandes redes regionais. O aluguel mais barato que nas outras ruas da região atrai muitos comerciantes. A fachada de lojas da Ala Norte do Mercado Público é voltada pra rua, assim como uma das entradas do Shopping ARS. A rua também concentra pontos de prostituição, cuja origem vem do período que ficava próxima ao mar. Existe uma proposta de revitalização da rua, promovida pelo lojistas para afastar essa fama.
No trecho entre a Praça XV de Novembro e a Rua Bento Gonçalves, a rua foi fechada para veículos, é um calçadão com iluminação aterrada. Esse calçadão, ao contrário da outra rua com calçadão próxima, a Felipe Schmidt, não é de petit-pavé e sim de pedras na região entre a praça e o Mercado Público e paralelepípedos dali até a Bento Gonçalves.[carece de fontes?]